# Frost Belt

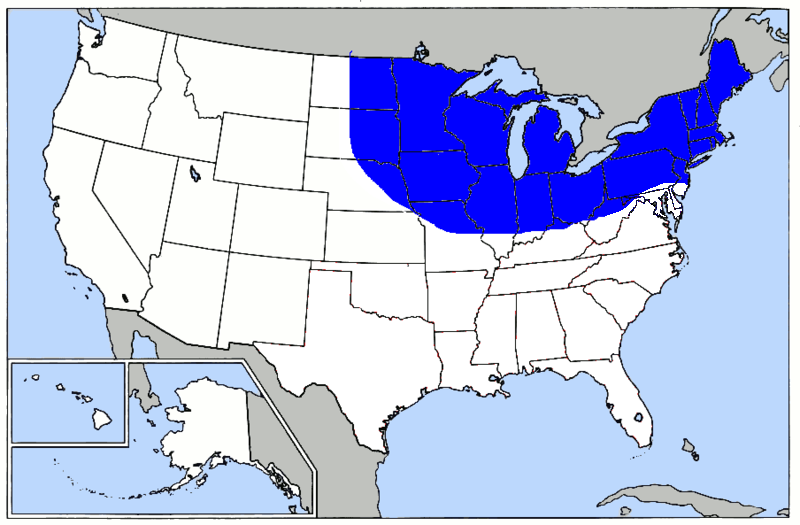
L'étendue de la Frost Belt aux États-Unis.

La Frost Belt (litt. « ceinture du gel ») est une région des États-Unis située au nord-est du pays et qui inclut la région des grands lacs et une partie de l'Upper Midwest. Cette région est connue pour son climat hivernal froid avec des gelées et des chutes de neige abondantes. 
Bien que cette région soit l'épicentre de l'économie américaine, la population a tendance à la quitter pour la Sun Belt.
Les principales métropoles sont New York, Chicago, Philadelphie, Boston…